# Fannia dasytophacela
Fannia dasytophacela är en tvåvingeart som beskrevs av Feng och Xue 2006. Fannia dasytophacela ingår i släktet Fannia och familjen takdansflugor. Inga underarter finns listade i Catalogue of Life.